# Archieparchia Aleppo (ormiańskokatolicka)
Archieparchia Aleppo (łac. Aleppensis Armenorum)  – archieparchia Kościoła katolickiego obrządku ormiańskiego w północno-zachodniej Syrii z siedzibą w Aleppo.

## Historia
Eparchia Aleppo powstała w 1710 r. jako jednostka administracyjna Apostolskiego Kościoła Ormiańskiego. Pierwszym biskupem Aleppo był Abraham Ardziwian, który został na to stanowisko mianowany przez katolikosa cylicyjskiego. Jako otwarty zwolennik unii z Rzymem Abraham Ardziwian był później więziony przez władze tureckie. Został zwolniony w 1721 r. pod warunkiem, że nie będzie przebywał w Aleppo. Następne 17 lat przebywał w Kreim (obecnie na terytorium kady Kasarwan w Libanie). 
Kiedy ormiańscy katolicy otrzymali kościół w Aleppo, Abraham Ardziwian mógł wrócić do swojego biskupstwa. Tu postanowił stworzyć oddzielny patriarchat, wyświęcając przy pomocy duchownych greckokatolickich dwóch nowych biskupów. Ci z kolei wybrali go patriarchą w 1740 r. Następnie Ardziwian udał się do Rzymu, gdzie w 1742 r. uzyskał od papieża Benedykta XIV potwierdzenie elekcji i paliusz. Wydarzenia te zapoczątkowały funkcjonowanie katolickiego patriarchatu cylicyjskiego i usankcjonowały funkcjonowanie katolickiej eparchii Aleppo.
3 lutego 1899 r. papież Leon XIII podniósł eparchię do godności archieparchii.

## Charakterystyka
Archieparchia Aleppo obejmuje 6 parafii, z czego 5 w samym Aleppo, a jedną w Ar-Rakka. Na obszarze archidiecezji znajduje się 12 świątyń ormiańskokatolickich, głównie w Aleppo, ale też po jednym kościele w Ar-Rakka i Baghjaghaz (dzielnica miasta Kassab w muhafazie Latakia). Główną świątynią archidiecezji jest katedra Matki Bożej Litościwej w Aleppo z 1840 r.

## Ordynariusze
- bp Abraham Ardziwian (1710-1742)
- bp Hagop Howsepian (1742-1749); następnie patriarcha Cylicji – administrował eparchią do swojej śmierci w 1753 r.[2]
- bp Mikael Kasparian (1753); w tym samym roku wybrany patriarchą cylicyjskim
  - sede vacante (1753-1780) – eparchią administrowali wikariusze patriarszy[2]
- bp Kapriel Ghadroul-Avkadian (1780 – 17 listopada 1810)
  - sede vacante
- bp Kapriel Khoudeyd (10 stycznia 1823 – 1823)
- bp Abraham Kupelian (20 lipca 1823 – 15 lipca 1832)
- bp Parsegh Ayvazian (4 lutego 1838 – 2 stycznia 1860)
- bp Krikor Balitian (2 lutego 1861 – 26 grudnia 1897)
- abp Avedis Turkian (2 marca 1899 – 20 sierpnia 1900); pierwszy arcybiskup alepski obrządku ormiańskokatolickiego[2], wcześniej biskup Maraş[3]
- abp Okosdinos Sayeghian (6 lipca 1902 – 1 października 1926)
- abp Kevork Kortikian (31 stycznia 1928 – 1 sierpnia 1933)
- abp Krikor Hindié (10 sierpnia 1933 – 10 maja 1952)
- abp Alokios Batanian (6 grudnia 1952 – 25 kwietnia 1959); wcześniej biskup Mardin i arcybiskup tytularny Gabula[4], następnie patriarcha Cylicji
- abp Kevork Layetian (Georges Layek) (26 sierpnia 1959 – 15 kwietnia 1983)
  - Antreas Bedoghlian (1983-1984); administrator, jednocześnie wikariusz patriarszy w Bejrucie[2]
- abp Joseph (Hovsep) Basmadjan (4 lipca 1984 – 11 grudnia 1988)
- abp Boutros Marayati (od 21 sierpnia 1989); jednocześnie administrator apostolski eparchii Kamichlié w latach 1992 – 2022